# 洞雲汽船
洞雲汽船株式会社（どううんきせん）は、愛媛県今治市波方町に本社を置く海運会社。

## 概要
1955年に大河内猛が内航海運業者として創業。現在は船舶を所有し、海運会社に貸し出す船舶貸渡業（船主）を営んでいる。
大型から小型までのバルカーを中心にコンテナ船やタンカー、LPG船などを保有している。2006年には商船三井が投入した世界最大級の鉄鉱石専用船ぶらじる丸のオーナーとなっている。保有船舶は、約200隻を誇る。我が国でもトップクラスの外航船主である。国内向けにはホームページすらなく、今治船主にありがちな秘密に包まれた運営方針である。

## グループ会社
- MI-DAS LINE S.A.